# دانشگاه توماس باتا در زلین
دانشگاه توماس باتا در زلین (به لاتین: Tomas Bata University in Zlín) یک دانشگاه‌ در جمهوری چک است که در زلین واقع شده‌است.